# Sake-rijst

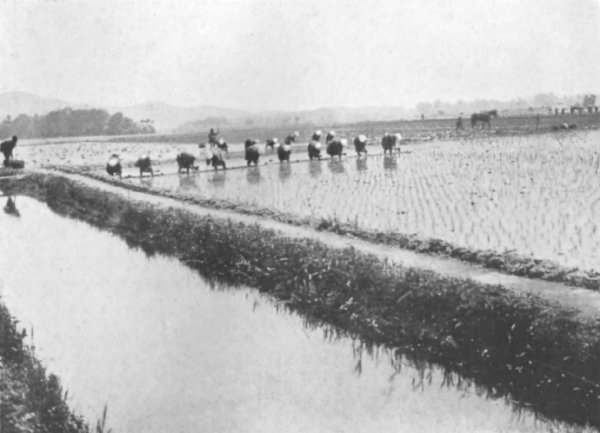
Planten van rijst in Japan.

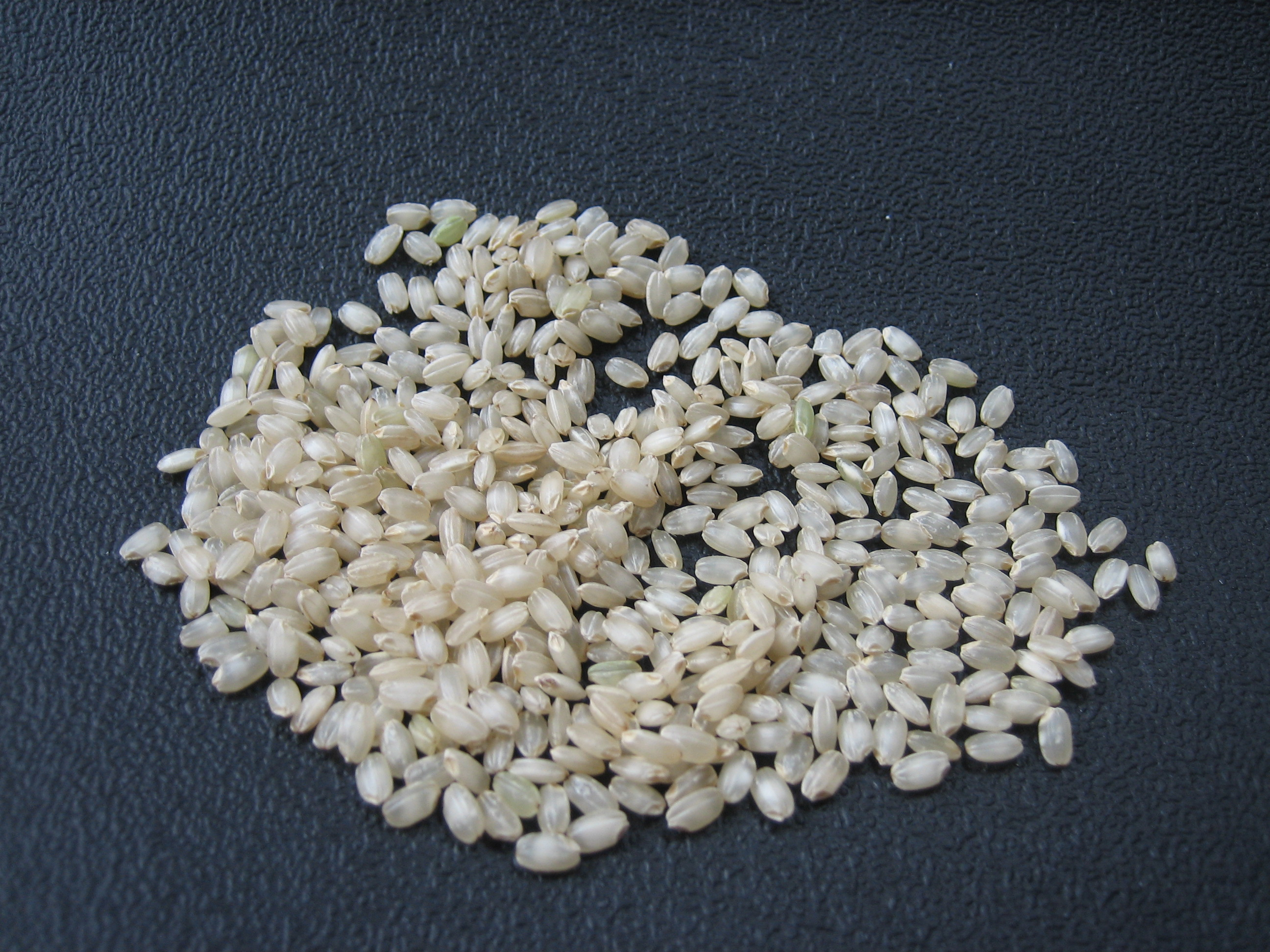
Yamada Nishiki rijst uit Hyogo (ongepolijst).

Sake-rijst is een rijst-soort die gebruikt wordt voor het bereiden van hoogwaardige sake. De Japanse naam is afgekort tot Sakamai en komt van het woord Shuzo Kotekimai.
Het grote verschil met andere rijstsoorten is de manier waarop deze rijst groeit en hoe de structuur van de rijstkorrel is.

## Rijst
Er zijn veel rijstsoorten. De gegevens van meer dan 80.000 soorten liggen opgeslagen in databanken. Daarvan worden er 40.000 verbouwd. Veel van de 40.000 worden op kleine schaal verbouwd, 7000 rijstsoorten intensief op grote schaal. Van alle rijstsoorten zijn er slechts iets meer dan 80 soorten die door de Japanse overheid zijn aangewezen als speciale rijst om Sake van te brouwen. Dit zijn de zogenaamde Shuzo Kotekimai afgekort als Sakamai.
Het grote verschil van de Sakamai met de gewone tafelrijst is de opbouw van de rijstkorrel. Bij de Sakamai is het zetmeel geconcentreerd in de kern van de rijstkorrel, bij tafelrijst zit het zetmeel door de gehele korrel heen.

## Sakamai
Sakamai verschilt op een aantal punten van tafelrijst. Allereerst is er de opbouw van de rijstkorrel. Bij de tafelrijst is vet en proteïne gelijkmatig verdeeld in de rijst. De kern van Sakamai, die Shinpaku genoemd wordt, is puur en vrij van alle elementen die het brouwen van verfijnde Sake negatief kunnen beïnvloeden, zoals vet en proteïne.
Ook is de rijstkorrel van Sakamai langer dan de tafelrijstkorrel. Dit is belangrijk bij het polijsten van de rijst. De rijstplanten van de Sakamai worden erg hoog en hebben een zwaar oor (de top waar de rijstkorrels in zitten; de pluim). Dit houdt in dat ze gevoelig zijn voor tyfoons en dat de rijst met de hand geoogst moet worden. Als laatste is er het gewicht van de Sakamai tegenover de tafelrijst. Sakamai is doorgaans meer dan 20 procent zwaarder dan tafelrijst. Sakamai is viermaal zo duur als goede tafelrijst. 50 tot 70 procent van de kosten van sake maken is de rijst. De meest eenvoudige kostenbesparing om sake te maken is door tafelrijst te gebruiken in plaats van Sakamai. Dit wordt dan ook gedaan, 80 procent van alle sake wordt gemaakt uit tafelrijst.

## Rijstjaren
De kwaliteit van de Sakamai verschilt per jaar. Zoals er goede wijnjaren zijn, zijn er ook goede rijstjaren. Fluctuatie in jaren vindt echter minder plaats met rijst dan met druiven. Ook kan een minder goed rijstjaar enigszins worden opgevangen door de brouwer. Dit kan hij doen door de rijst op een andere manier te polijsten of door de sake anders te brouwen. Goede rijstjaren zijn jaren waarin de temperatuur gedurende de dag hoog is en gedurende de nacht laag.

## De beste en meest gebruikte Sakamai
- Yamada Nishiki (山田錦), de belangrijkste en sinds kort de meest verbouwde Sakamai. In 1923 is Yamada Nishiki ontstaan door Yamaho Nishiki en Tankanwataribune Nishiki te kruisen. In 1936 krijgt de rijst de naam Yamada Nishiki. De rijst wordt voornamelijk verbouwd in Hyogo (waar de rijst ontwikkeld is).
- Gohyakumangoku (五百万石), geregistreerd in 1956, de rijstsoort die gebruikt wordt voor de Sake uit Niigata. Niigata staat bekend als de regio waar kwaliteits-sake vandaan komt. Gohyakumangoku wordt het meest verbouwd aan de kant van de Japanse zee.
- Miyama Nishiki (美山錦), een rijstsoort die in 1978 geregistreerd werd. De rijstsoort staat bekend om zijn overlevingskarakter en komt vooral voor in de gebieden van Japan die koude winters hebben.
- Hyogo-Yumenishiki, voornamelijk Hyogo.
- Omachi (雄町), een originele rijstsoort, genoemd naar de plaats waar de rijst ontdekt werd in 1859, in Omachi, Okayama. De naam Omachi werd in 1922 gegeven.
- Kimnon Nishiki, rijstsoort uit vooral Nagano.
- Gin Otome, rijstsoort die recentelijk is ontwikkeld in Iwate.

## Regio's
Een aantal prefecturen staat bekend om de Sakamai die ervandaan komt.
- Hyogo, vooral bekend om de Yamada Nishiki.
- Niigata, vooral bekend vanwege de Gohyakumangoku.
- Fukui, algemeen bekend om zijn Sakamai.
- Nagano, algemeen bekend om zijn Sakamai.
- Fukuoka, vooral bekend om de Yamada nishiki.